# 大教院
大教院，是日本明治時代初年設置對國民濯輸尊皇愛國思想的機關，提出三條教憲(敬神愛國、明白天理人道、奉載皇上)作為國民強化運動的支柱。
明治5年（1872年）3月，廢除神祇省，改設教部省。4月發布三條教憲，設教導職14級之制，神官和和尚在各地宣講三條教憲，同時在各神社奉齋天御中主尊、高皇產靈尊、神皇產靈尊和天照大神。
在明治6年後，神道的神職和佛教僧侶互相傾軋，同時大教院也受外界非難，因此在明治8年（1875年）4月發出神佛分離令並關閉大教院，改設神道事務局。